# Popee the Performer
Popee the Performer (ポピーザぱフォーマー?, Popīza pa fōmā) è un anime in CGI del 2000 ideato da Ryuji Masuda e trasmesso su Kids Station.

## Trama
Popee, un apprendista clown, e il suo fidato assistente Kedamono, un lupo dalle mille maschere, decidono di aprire un circo in cui potersi esercitare in vari spettacoli circensi. Tuttavia, tra una pausa e l'altra, ci sarà sempre qualcosa che farà andare tutto storto, che si tratti di rabbia, gelosia o semplice fame.

## Personaggi

### Personaggi principali
Popee
È un ragazzo di 17 anni che aspira a diventare un clown professionista. È nato il primo di aprile e il suo nome deriva dal papaver rhoeas. Indossa sempre un costume da coniglio a strisce rosse e bianche con il quale nasconde le sue treccine bionde. Ha un carattere infantile, per questo non si rende mai conto della gravità delle sue azioni, ed è spesso vendicativo, soprattutto verso il suo assistente Kedamono.
Kedamono
È l'assistente di Popee. Sembrerebbe essere figlio di un lupo grigio, pur non essendo certi su quale animale sia realmente. Nasconde il suo volto dietro a mille maschere che, facendo scivolare a terra, gli fanno cambiare espressione del volto. Ha un carattere pacato e gentile e ha una dote particolare per le arti circensi, questo porta Popee ad essere estremamente geloso di lui.
Papi
È il padre di Popee e Marifa. Indossa sempre un costume giallo e arancione e ha un copricapo a forma di sole che a volte stacca per usarlo come arma. Ha un carattere molto apprensivo e dedica il suo tempo a dare lezioni circensi al figlio, se pur spesso fuori dagli schemi. Lo si vede utilizzare poteri sovrannaturali in più occasioni.

### Personaggi secondari
Kaeru
È una comunissima rana. Il suo stomaco riesce a contenere notevoli quantità di cibo, lo si vede infatti ingerire intere torte o addirittura Papi.
Paola
È contemporaneamente il veicolo e l'animale domestico di Papi, essendo per metà motorizzata e per metà elefante. Nutre molto affetto verso Papi e va molto d'accordo con Kedamono, al contrario, detesta stare in compagnia di Popee essendo continuamente sua vittima.
Alien
È un extraterrestre grigio che occasionalmente si aggira nei paraggi del circo. Ha un carattere ostile verso Popee e Kedamono, che spesso tenta di uccidere, ma è in buoni rapporti con Papi. Nel manga è conosciuto come "Spaceman".
Marifa
È la sorella minore di Popee. Ha un carattere molto furbo e spesso inganna le persone attorno a lei. È presente solo nel manga.

## Anime

I tre protagonisti in un episodio.

### Prima stagione
| Nº | Titolo originale Giapponese 「Kanji」 - Rōmaji                                                                                        |
| 1  | Magic 「マジック」 - Majikku |
| 1  | Popee decide di esercitarsi nel trucco della donna tagliata a metà utilizzando Kedamono come cavia.                                   |
| 2  | Limbo 「リンボー」 - Rin bō |
| 2  | Popee e Kedamono decidono di sfidarsi in una gara di limbo.                                                                           |
| 3  | Acrobatics 「曲芸」 - Kyokugei |
| 3  | Popee, in seguito a delle acrobazie, rimane bloccato dentro a un barile.                                                              |
| 4  | Knife Throwar 「ナイフ投げ」 - Naifu nage                                                                                             |
| 4  | Popee, dopo aver scoperto Kedamono esercitarsi di nascosto nel lancio del coltello, decide di usare il suo assistente come bersaglio. |
| 5  | Fire Breather 「火吹き」 - Hi fuki |
| 5  | Popee decide di esercitarsi nella tecnica del mangiafuoco.                                                                            |
| 6  | Pantomime 「パントマイム」 - Pantomaimu                                                                                               |
| 6  | Kedamono si esercita nell'arte del mimo portando Popee a provare invidia.                                                             |
| 7  | Karate Show 「空手ショー」 - Karate shō                                                                                               |
| 7  | Popee mette in mostra le sue abilità nel karate tentando di difendere la torta di compleanno di Kedamono da una rana.                 |
| 8  | Fire Ring 「火の輪くぐり」 - Hi no wa kuguri                                                                                          |
| 8  | Popee cerca di convincere Kedamono a saltare in mezzo ad anelli di fuoco.                                                             |
| 9  | Mimic 「ものまね」 - Mono mane |
| 9  | Popee indossa una maschera da gorilla creata da Kedamono assumendone le caratteristiche.                                              |
| 10 | Gunman 「ガンマン」 - Gan man |
| 10 | Popee e Kedamono si esercitano nelle arti circensi con le pistole.                                                                    |
| 11 | Swallower 「飲み込み芸」 - Nomikomigei                                                                                                |
| 11 | Popee decide di esercitarsi nel gioco del mangiaspade, ma qualcosa va storto.                                                         |
| 12 | Escape Show 「脱出劇」 - Dasshutsu geki                                                                                               |
| 12 | Popee si esercita nell'escapologia.                                                                                                   |
| 13 | Dance 「ダンス」 - Dansu |
| 13 | Popee, in seguito a un incidente, fa cadere i suoi occhi facendoli calpestare da Kedamono.                                            |

### Seconda stagione
| Nº | Titolo originale Giapponese 「Kanji」 - Rōmaji                                                                                       |
| 1  | Great Magic 「グレートマジック」 - Gurēto majikku                                                                                    |
| 1  | Popee prova per la seconda volta a tagliare Kedamono in due, venendo fermato dall'arrivo di Papi, un clown più grande e più esperto. |
| 2  | Mirage 「しん気楼」 - Shinkirō |
| 2  | Popee e Kedamono si perdono nel deserto a causa di un miraggio.                                                                      |
| 3  | Stop the Gun 「弾丸止め」 - Dangan tome                                                                                              |
| 3  | A seguito di un incidente provocato da un proiettile, Kedamono viaggia nel tempo per risolvere l'accaduto.                           |
| 4  | Poison 「毒薬」 - Dokuyaku |
| 4  | Popee, geloso delle doti atletiche di Kedamono, decide di usare uno scorpione contro di lui.                                         |
| 5  | Elephant 「ゾウ」 - Zō |
| 5  | Popee tenta di cavalcare Paola, un veicolo senziente con la testa di un elefante.                                                    |
| 6  | Dream 「夢」 - Yume |
| 6  | Popee e Kedamono perdono i sensi rimanendo intrappolati in un sogno.                                                                 |
| 7  | Hypnotism 「催眠術」 - Saiminjutsu                                                                                                   |
| 7  | Papi e Popee cercano di ipnotizzarsi a vicenda.                                                                                      |
| 8  | Super Strength 「怪力芸」 - Kairikigei                                                                                               |
| 8  | Popee decide di sfidare Papi in una gara di forza.                                                                                   |
| 9  | Predection 「予言」 - Yogen |
| 9  | Papi, attraverso una sfera di cristallo, mostra a Kedamono una visione riguardante Popee.                                            |
| 10 | Ghost 「幽霊」 - Yūrei |
| 10 | Popee, divenuto fantasma, decide di perseguitare i responsabili della sua morte.                                                     |
| 11 | Medicine 「くすり」 - Kusuri |
| 11 | Papi e Kedamono cercano di creare una medicina che possa curare Popee.                                                               |
| 12 | Samurai 「侍」 - Samurai |
| 12 | Popee e Papi si sfidano in uno scontro con le spade.                                                                                 |
| 13 | Monocycle 「一輪車」 - Ichirinsha |
| 13 | Popee decide di esercitarsi sul monociclo.                                                                                           |

### Terza stagione
| Nº | Titolo originale Giapponese 「Kanji」 - Rōmaji |
| 1  | Knife Game 「ナイフゲーム」 - Naifu gēmu |
| 1  | Popee si esercita insieme a Papi nel gioco del coltello. |
| 2  | Alien 「異人」 - Ijin |
| 2  | Papi, vedendo Popee e Kedamono non riuscire a stare in equilibrio su una palla da ginnastica decide di chiamare Alien per aiutarli. |
| 3  | Dark Side 「ダークサイド」 - Dāku saido |
| 3  | Papi taglia per errore il sole a metà portando il buio in metà del mondo. |
| 4  | VS God 「敵は神様」 - Teki wa kamisama |
| 4  | Popee decide di sfidare Dio. |
| 5  | Sleep 「眠り」 - Nemuri |
| 5  | Popee decide di staccarsi le palpebre per perfezionare la sua danza del robot, questo però lo porterà a soffrire di insonnia. |
| 6  | In the Mind 「心の中は」 - Kokoro no naka wa |
| 6  | Kedamono, impegnato ad esercitarsi nell'arte della giocoleria, inciapa su un sasso sbattendo la testa al muro. Il suo svenire fa apparire diversi oggetti attorno alla sua testa, portando Papi e Popee a ripetere l'azione ripetutamente. |
| 7  | Mirror 「鏡の世界」 - Kagami no sekai |
| 7  | Popee e Kedamono scoprono dell'esistenza di un universo alternativo dentro allo specchio. |
| 8  | Opening 「オープニング」 - Ōpuningu |
| 8  | Papi, Popee e Kedamono provano a girare la sigla d'apertura del loro show. |
| 9  | My Car 「愛車」 - Aisha |
| 9  | Popee decide di crearsi una macchina utilizzando Paola come pezzo di ricambio. |
| 10 | Eraser 「消しゴム」 - Keshigomu |
| 10 | Kedamono scopre una gomma che può cancellare la realtà. |
| 11 | Loneliness 「独り」 - Hitori |
| 11 | Popee viene abbandonato nel deserto. |
| 12 | Time 「時間」 - Jikan |
| 12 | Kedamono trova un cronometro che manipola il tempo. |
| 13 | Face 「顔」 - Kao |
| 13 | Popee decide di voler scoprire cosa nasconde Kedamono dietro alle sue maschere. |

### Speciale
Un episodio speciale intitolato Goodbye 2002 (ポピーザぱフォーマー カウントダウンスペシャル 2002?, Popīza pa fōmā kauntodaun supesharu 2002) è stato trasmesso la notte tra il 31 dicembre 2002 e il 1 gennaio 2003 in occasione di Capodanno.

## Censura
- L'undicesimo episodio, Swallower (飲み込み芸?, Nomikomigei), è stato ritenuto troppo violento a causa della scena in cui Popee rimane infilzato da una spada, portandolo a non poter essere mandato in onda, sebbene sia stato trasmesso una singola volta.[1]

- Il ventissettesimo episodio, Knife Game (ナイフゲーム?, Naifu gēmu), non è mai stato mandato in onda a causa delle lamentele e preoccupazioni da parte di Kids Station sul far vedere a dei bambini il gioco del coltello portando loro a imitare il gesto.[1]